# التكنولوجيا البصرية

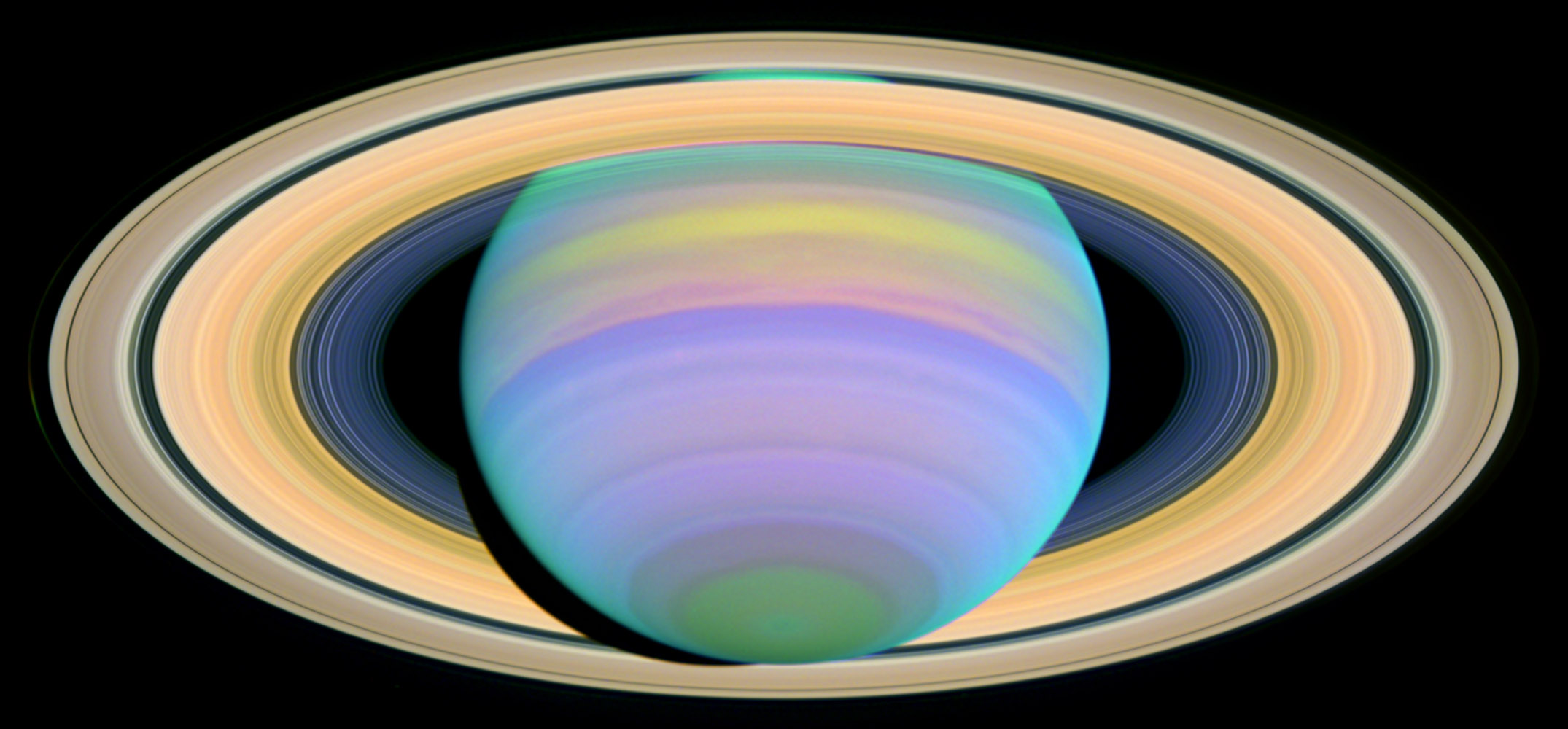
التصوير فوق البنفسجي (Ultraviolet photography)، تكنولوجيا بصرية لديها تطبيقات في علم الفلك

التكنولوجيا البصرية هي فرع من العلوم الهندسية الذي يتعامل مع التمثيل البصري.

## الأنواع
تشمل التكنولوجيا البصرية التصوير الفوتوغرافي والطباعة والفيديو.

### الأعمال المصدرية
- Henny، Leonard M. (2012). "Trend Report: Theory and Practice of Visual Sociology". SAGE Visual Methods: Principles, Issues, Debates and Controversies in Visual Research. SAGE Publications. ج. 1. ص. 1–64. ISBN:978-1-4462-7595-5.